# Khanauri
Khanauri è una suddivisione dell'India, classificata come nagar panchayat, di 10.977 abitanti, situata nel distretto di Sangrur, nello stato federato del Punjab. In base al numero di abitanti la città rientra nella classe IV (da 10.000 a 19.999 persone).

## Geografia fisica
La città è situata a 30° 32' 8 N e 76° 11' 49 E e ha un'altitudine di 246 m s.l.m..

## Società

### Evoluzione demografica
Al censimento del 2001 la popolazione di Khanauri assommava a 10.977 persone, delle quali 5.806 maschi e 5.171 femmine. I bambini di età inferiore o uguale ai sei anni assommavano a 1.804, dei quali 1.003 maschi e 801 femmine. Infine, coloro che erano in grado di saper almeno leggere e scrivere erano 6.000, dei quali 3.533 maschi e 2.467 femmine.